# Simone Zaza
Simone Zaza [siˈmoːne ˈdzaddza] (Policoro, Matera, Italia, 25 de junio de 1991) es un exfutbolista internacional italiano que juega de delantero.

## Trayectoria

### Inicios
Nacido en Policoro en la provincia de Matera, Zaza comenzó su carrera juvenil con el equipo de Bernalda cuando fue visto por un club de la Serie A, Atalanta, al que fue poco después. 
Permaneció dentro del equipo juvenil del club durante cuatro años y hasta comenzó a ganar presencias en el equipo mayor hacia el final de la temporada 2008-09. Hizo su debut en Serie A el 1 de marzo de 2009 ante el Chievo Verona entrando en el minuto 86.

### Sampdoria y cesiones
Ficha por la U. C. Sampdoria en 2010 para el filial, aunque tuvo participaciones puntuales con el primer equipo. En verano de 2011 fue cedido a la Juve Stabia, en enero de 2012 al Esperia Viareggio y en verano al Ascoli Piceno.

### U. S. Sassuolo
En 2013 fue fichado por la Juventus de Turín por 3'5 millones de euros a pagar en 3 temporadas y cedido al Sassuolo, donde estuvo dos temporadas viviendo su mejor época anotando 21 goles en 69 partidos. Sus números le hicieron ser internacional absoluto y despertaron el interés de importantes clubes.

### Juventus
En 2015 vuelve a la Juventus donde jugó 24 partidos y logró anotar 8 goles, pero la siguiente temporada se quedó sin sitio en el equipo y se le buscó una salida.

### West Ham United
En agosto de 2016 fue cedido al West Ham United, y tras no darle oportunidades, se puso fin a su cesión.

### Valencia C. F.
En enero de 2017 la Juventus lo cede de nuevo, esta vez al Valencia F.C. de la liga española con una opción de compra condicionada, que se haría efectiva por 16 millones más otros 2 posibles por bonus.

### Torino
El 17 de agosto de 2018, el Valencia hizo oficial la cesión con compra obligatoria del jugador al Torino.

## Selección nacional
Ha sido internacional con la selección de Italia en 18 ocasiones y ha marcado 2 goles. Debutó el 4 de septiembre de 2014, en un encuentro amistoso ante Países Bajos que finalizó con marcador de 2-0 a favor de los italianos.

### Participaciones en Eurocopas
| Eurocopa      | Sede    | Resultado        | Partidos | Goles |
| ------------- | ------- | ---------------- | -------- | ----- |
| Eurocopa 2016 | Francia | Cuartos de final | 3        | 0     |

### Participaciones en Eliminatorias
| Clasificación               | Resultado    | Partidos | Goles |
| --------------------------- | ------------ | -------- | ----- |
| Clasificación Eurocopa 2016 | Clasificados | 5        | 1     |
| Clasificación Mundial 2018  | Eliminados   | 1        | 0     |

## Clubes
| Club                           | País       | Año       |
| ------------------------------ | ---------- | --------- |
| Atalanta B. C.                 | Italia     | 2008-2010 |
| U. C. Sampdoria                | Italia     | 2010-2011 |
| S. S. Juve Stabia (cedido)     | Italia     | 2011-2012 |
| Viareggio (cedido)             | Italia     | 2012      |
| Ascoli (cedido)                | Italia     | 2012-2013 |
| U. S. Sassuolo Calcio          | Italia     | 2013-2015 |
| Juventus F. C.                 | Italia     | 2015-2016 |
| West Ham United F. C. (cedido) | Inglaterra | 2016      |
| Valencia C. F.                 | España     | 2017-2018 |
| Torino F. C. (cedido)          | Italia     | 2018-2019 |
| Torino F. C.                   | Italia     | 2019-2022 |

## Estadísticas
| Club                       | Temporada           | Liga  | Liga  | Copa Nacional | Copa Nacional | Copa Internacional | Copa Internacional | Total | Total | Media Goleadora |
| Club                       | Temporada           | Part. | Goles | Part.         | Goles         | Part.              | Goles              | Part. | Goles | Media Goleadora |
| -------------------------- | ------------------- | ----- | ----- | ------------- | ------------- | ------------------ | ------------------ | ----- | ----- | --------------- |
| Atalanta · Italia          | 2008-09             | 3     | 0     | 0             | 0             | -                  | -                  | 3     | 0     | 0,00            |
| Atalanta · Italia          | Total               | 3     | 0     | 0             | 0             | 0                  | 0                  | 3     | 0     | 0,00            |
| Sampdoria · Italia         | 2010-11             | 2     | 0     | 0             | 0             | -                  | -                  | 2     | 0     | 0,00            |
| Sampdoria · Italia         | Total               | 2     | 0     | 0             | 0             | 0                  | 0                  | 2     | 0     | 0,00            |
| Juve Stabia · Italia       | 2011-12             | 4     | 0     | 0             | 0             | -                  | -                  | 4     | 0     | 0,00            |
| Juve Stabia · Italia       | Total               | 4     | 0     | 0             | 0             | 0                  | 0                  | 4     | 0     | 0,00            |
| Viareggio · Italia         | 2011-12             | 18    | 10    | 0             | 0             | -                  | -                  | 18    | 10    | 0,55            |
| Viareggio · Italia         | Total               | 18    | 10    | 0             | 0             | 0                  | 0                  | 18    | 10    | 0,55            |
| Ascoli · Italia            | 2012-13             | 35    | 18    | 1             | 0             | -                  | -                  | 36    | 18    | 0,5             |
| Ascoli · Italia            | Total               | 35    | 18    | 1             | 0             | 0                  | 0                  | 36    | 18    | 0,5             |
| Sassuolo · Italia          | 2013-14             | 33    | 9     | 2             | 0             | -                  | -                  | 35    | 9     | 0,25            |
| Sassuolo · Italia          | 2014-15             | 31    | 11    | 3             | 1             | -                  | -                  | 34    | 12    | 0,36            |
| Sassuolo · Italia          | Total               | 64    | 20    | 5             | 1             | 0                  | 0                  | 69    | 21    | 0,30            |
| Juventus · Italia          | 2015-16             | 19    | 5     | 3             | 2             | 2                  | 1                  | 24    | 8     | 0,33            |
| Juventus · Italia          | Total               | 19    | 5     | 3             | 2             | 2                  | 1                  | 24    | 8     | 0,33            |
| West Ham United Inglaterra | 2016-17             | 8     | 0     | 3             | 0             | -                  | -                  | 11    | 0     | 0,00            |
| West Ham United Inglaterra | Total               | 8     | 0     | 3             | 0             | 0                  | 0                  | 11    | 0     | 0,00            |
| Valencia · España          | 2016-17             | 20    | 7     | 0             | 0             | -                  | -                  | 20    | 7     | 0,35            |
| Valencia · España          | 2017-18             | 33    | 13    | 5             | 0             | -                  | -                  | 38    | 13    | 0,34            |
| Valencia · España          | Total               | 53    | 20    | 5             | 0             | 0                  | 0                  | 58    | 20    | 0,34            |
| Torino FC · Italia         | 2018-19             | 23    | 2     | 1             | 0             | 0                  | 0                  | 24    | 2     | 0,08            |
| Torino FC · Italia         | Total               | 23    | 2     | 1             | 0             | 0                  | 0                  | 24    | 2     | 0,08            |
| Total en su carrera        | Total en su carrera | 229   | 75    | 18            | 3             | 2                  | 1                  | 249   | 79    | 0,32            |

### Hat-tricks
| 1 | 19 de septiembre de 2017 | Estadio de Mestalla, Valencia | Valencia C. F. - Málaga C. F. |  | 5 - 0 | Liga española 2017-18 |

## Palmarés

### Campeonatos nacionales
| Título              | Club           | País   | Año  |
| ------------------- | -------------- | ------ | ---- |
| Supercopa de Italia | Juventus F. C. | Italia | 2015 |
| Serie A             | Juventus F. C. | Italia | 2016 |
| Copa Italia         | Juventus F. C. | Italia | 2016 |